# Steve Aoki
Steve Aoki, właśc. Steven Hiroyuki Aoki (ur. 30 listopada 1977 w Miami) – amerykański DJ i producent muzyczny pochodzenia japońskiego, założyciel wytwórni muzycznej Dim Mak Records. Syn Hiroakiego Aokiego i brat aktorki Devon Aoki. Gatunki, w jakich tworzy to m.in. electro house, dubstep i progressive house.

## Życiorys
Steve Aoki urodził się w Miami i dorastał w Newport Beach w Kalifornii. Jego ojciec uprawiał wrestling, a później założył restaurację Benihana.
Aoki studiował na University of California w Santa Barbara. Ma japońskie korzenie.

### Kariera muzyczna
W 1996 roku Steve Aoki założył swoją własną wytwórnię – Dim Mak Records. Podjął współpracę z takimi artystami jak The Bloody Beetroots czy Mustard Pimp.
W styczniu 2008 wydał kompilację Pillowface and His Airplane Chronicles, prezentując utwory Justice, MSTRKRFT, Bloc Party i innych. 2 sierpnia 2008 poprowadził swoją autorską audycję nadawaną przez BBC Radio 1. W styczniu 2012 ukazał się jego debiutancki album studyjny Wonderland z gościnnym udziałem LMFAO, Kida Cudiego, Travisa Barkera, Riversa Coumo i innych. Aoki podejmował współpracę z wieloma wykonawcami takimi jak Afrojack, Dimitri Vegas & Like Mike, Laidback Luke czy BTS i remiksował wiele utworów.
W 2013 roku razem z Linkin Park nagrał piosenkę "A Light That Never Comes". Niedługo później powstał teledysk.
W rankingu DJ Mag Top 100 DJs w 2011 roku zajął 42 miejsce. Zaś w 2012 roku uplasował się na 15 miejscu, a w 2013 na miejscu 8.

## Dyskografia
LP
- 2012 Wonderland
- 2012 Wonderland Remixed
- 2014 Neon Future I
- 2015 Neon Future II
- 2017 Kolony
- 2018 Neon Future III
- 2020 Neon Future IV
- 2022 HiROQUEST: Genesis
- 2022 HiROQUEST: Genesis Remixed

EP
- 2012 It's the End of the World As We Know It
- 2014 A Light That Never Comes (Remixes)
- 2016 4OKI
- 2018 5OKI

Kompilacje
- 2008 Pillowface and His Airplane Chronicles
- 2015 Neon Future Odyssey

Wideo
- 2012 Deadmeat: Live at Roseland Ballroom

Remiksy
- Michael Jackson – Dancing Machine (Steve Aoki Remix)
- Autoerotique – Gladiator (Steve Aoki x DJ AM Remix)
- N.A.S.A. feat. Kanye West, Santogold & Lykke Li – Gifted (Steve Aoki Remix)
- Chris Cornell feat. Timbaland – Part Of Me (Steve Aoki Remix)
- Chester French – She Loves Everybody (Steve Aoki Remix)
- The Killers – Spaceman (Steve Aoki & Bloody Beetroots Remix)
- Fact – Rise (Steve Aoki Remix)
- All American Rejects – The Wind Blows (Steve Aoki Hurricane Remix)
- Good Charlotte – Misery (Steve Aoki Remix)
- S.P.A. – Pets Dance (Steve Aoki Remix)
- Lenny Kravitz – Dancin Til Dawn (Steve Aoki Remix)
- Robin Thicke – Magic (Steve Aoki Remix)
- Duran Duran – Skin Dive (Steve Aoki Remix)
- Duran Duran – Hungry Like The Wolf (Steve Aoki vs Duran Duran – The New York Werewolf Mix)
- Drake feat. Kanye West, Lil Wayne & Eminem – Forever (Steve Aoki Remix)
- Weezer – (If You're Wondering If I Want You To) I Want You To (Steve Aoki Remix)
- Kid Cudi feat. MGMT & Ratatat – Pursuit of Happiness (Steve Aoki Remix)
- Klaxons – Echoes (Steve Aoki Remix)
- Bassnectar – Red Step (Steve Aoki Remix)
- Girls’ Generation – Mr. Taxi (Steve Aoki Remix)
- Mike Posner – Looks Like Sex (Steve Aoki Remix)
- Lady Gaga – Government Hooker (Steve Aoki Remix)
- BTS – MIC Drop (Steve Aoki Remix)
- Alan Walker – All Falls Down (Steve Aoki Remix)

- Bella Ciao – Steve Aoki x Marnik

- Monsta X & Steve Aoki – Play It Cool